# Ortungsgerät (Haustechnik)

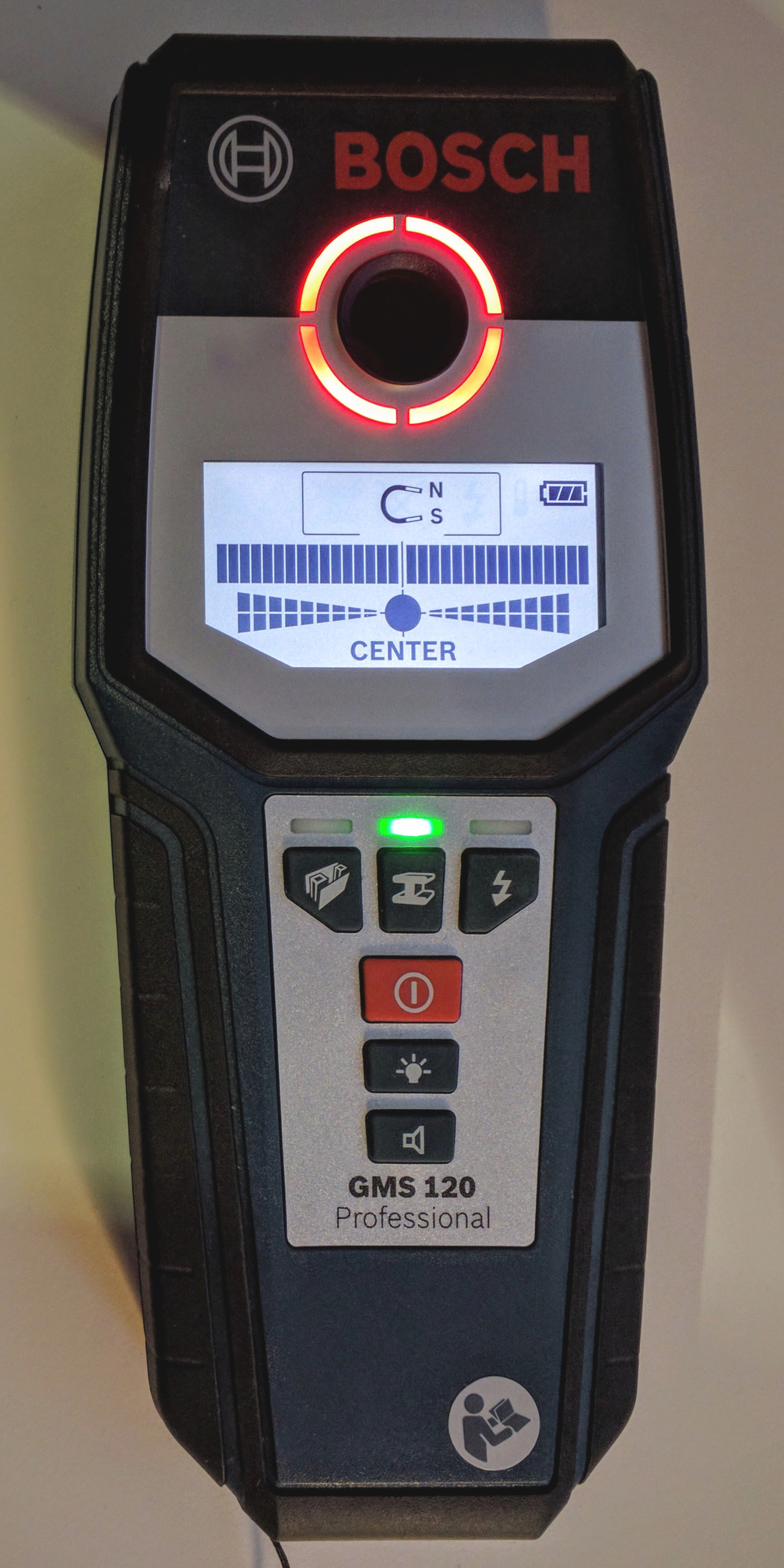
Ortungsgerät, zeigt Fund magnetischen Metalls

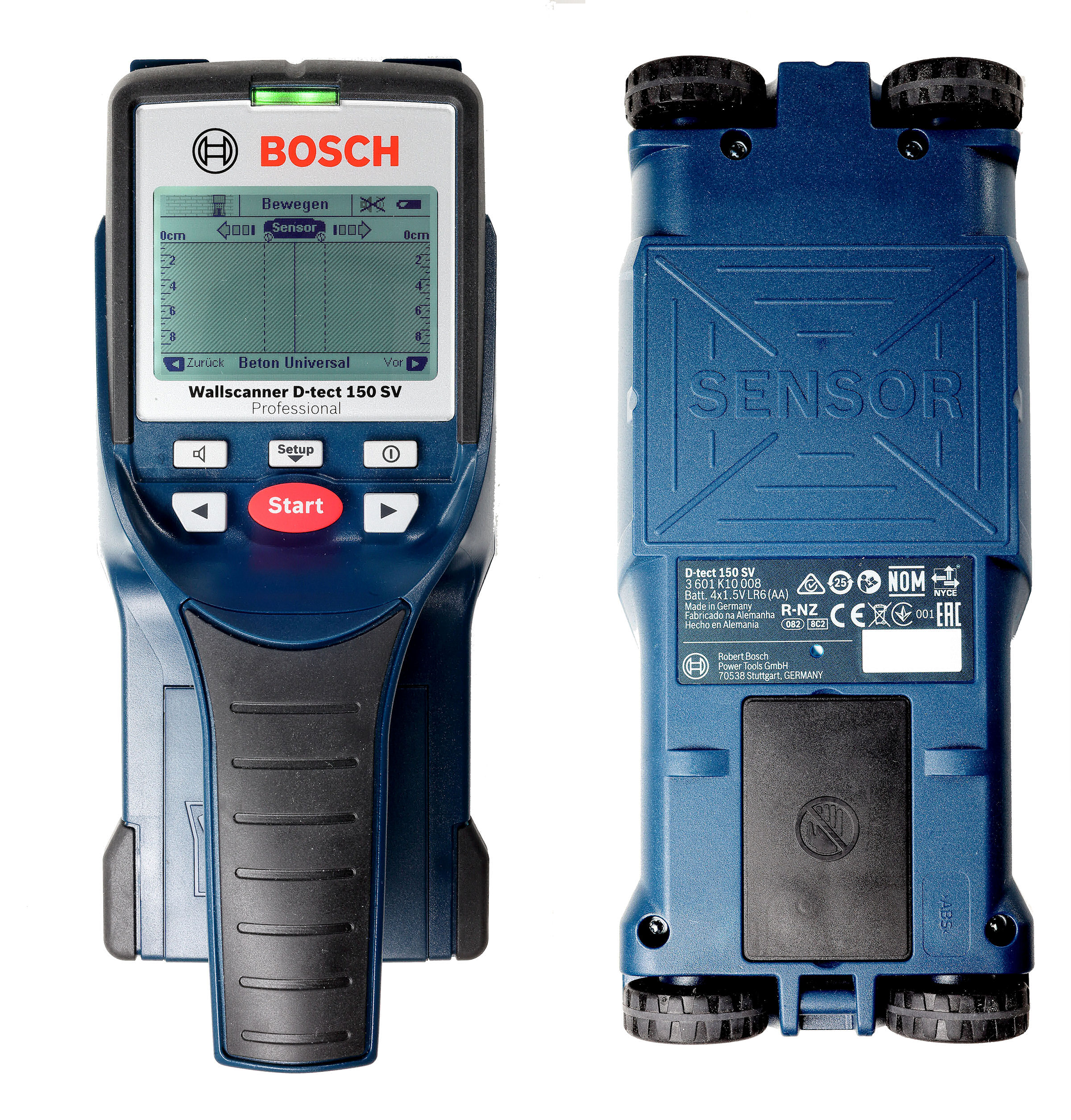
Ortungsgerät mit Mikrowellensensor. Das Gerät wird auf der Wand hin- und hergefahren. Die Rollen auf der Rückseite messen den Weg. dadurch kann auf der Anzeige eine Karte des Untergrundes dargestellt werden.

Ein Ortungsgerät (auch Leitungssucher, Leitungsfinder, Balkenfinder, Multidetektor) dient, im Sinne der Haustechnik, der Lokalisierung von nicht sichtbaren Objekten innerhalb von Wänden, Decken und Böden. Das sind vor allem Gas-, Wasser- oder elektrische Leitungen, Moniereisen, oder Ständerkonstruktionen.
Prinzipien:
- passive elektromagnetische Induktion bei mit Wechselstrom durchflossenen Leitern[1]
- aktives Erzeugen eines Magnetfeldes und Prüfung der Signalantwort bei Metallen (induktive Messung) (Metallsuchgerät)[1]
- aktives Erzeugen eines elektrischen Felds und Prüfung der Signalantwort (kapazitive Messung); mit diesem Verfahren können auch Nicht-Metalle geortet werden. (Balkensucher)[1]
- aktives Erzeugen elektromagnetischer Wellen im Radiofrequenzbereich und Prüfung der Signalantwort (Radar)[2]. Diese Geräte können auch gefüllte und leere Kunststoffrohre erkennen.

Viele Geräte kombinieren mehrere Sensorarten; die Radarortung ist allerdings professionellen Geräten vorbehalten. Manche Geräte enthalten mehrere Sensoren der gleichen Art. In der Regel müssen die Geräte vor der Benutzung kalibriert werden. Dazu werden sie an eine Stelle der Wand o. ä. gehalten, welche frei von Störobjekten sein soll. So ermittelt das Gerät die spezifischen Werte der Wand.

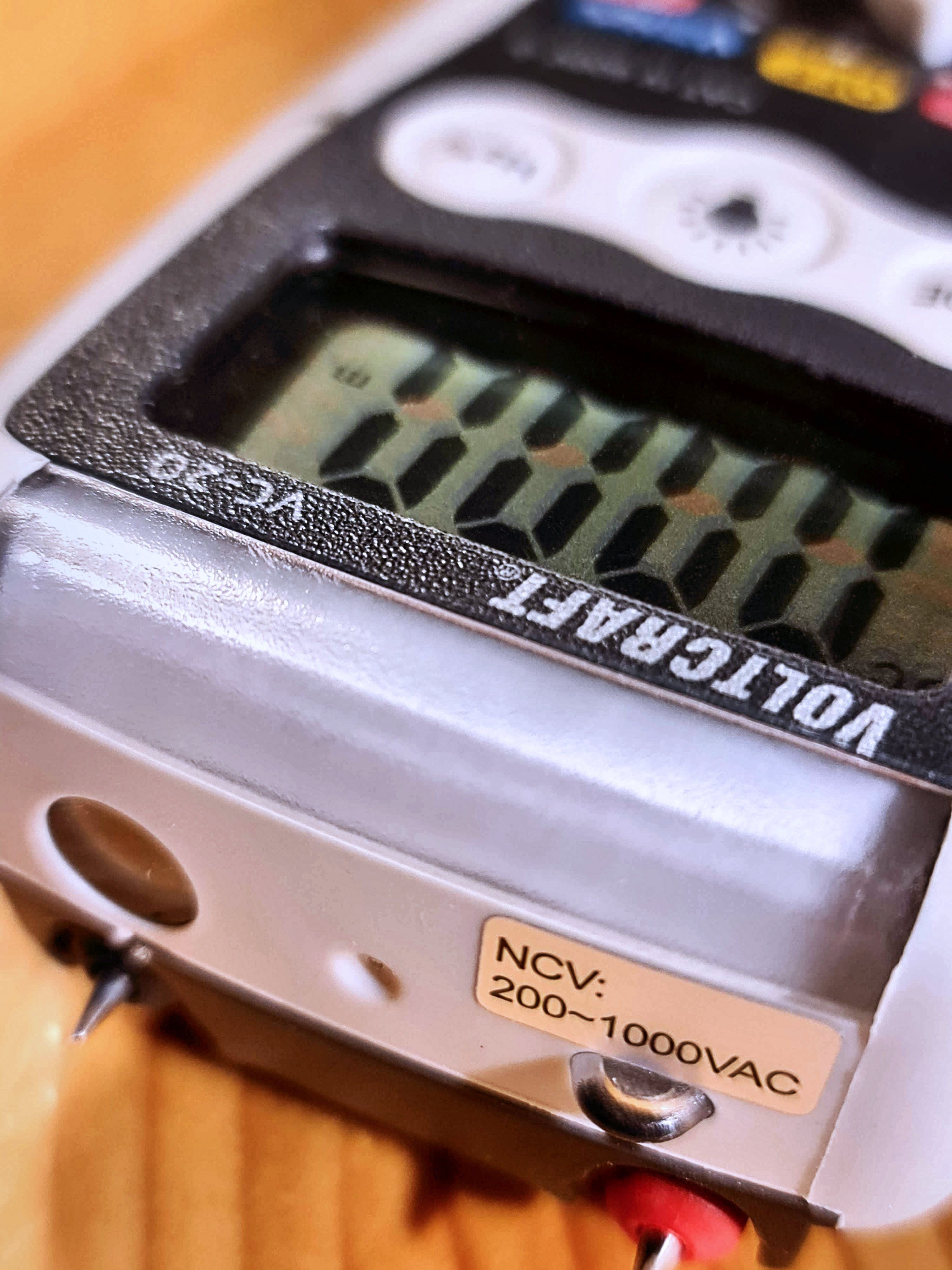
Multimeter mit NCV-Option

Verschiedene Multimeter-Hersteller statten ihre digitalen Messgeräte mit einer NCV-Funktion (engl. für Non-Contact-Voltage) aus. Oftmals wird bereits im preisgünstigen Segment diese Option angeboten. Damit sollen stromführende Leitungen in Wänden lokalisiert werden.
Bei einfacheren Geräten muss die Art des gesuchten Objektes vor der Messung ausgewählt werden, teilweise auch das Wandmaterial. Fehlmessungen sind je nach Fähigkeit des Gerätes bei feuchten Untergründen (frischer Estrich, Beton) oder Baustoffen mit Hohlkammern (z. B. Hohlziegel) möglich. Stromleitungen sollten mit einem elektrischen Verbraucher beaufschlagt werden, um sie zuverlässig zu orten.
Die Wand wird mit dem Gerät abgefahren, die Sensoren messen spezifische Werte, das Gerät verarbeitet (z. B. mit einem Microcontroller) die Daten und meldet, sobald eine Veränderung erkannt wurde. Die Anzeige kann akustisch über z. B. Pieptöte oder optisch über einfachen Lampen bis zu komplexen Flüssigkristallbildschirmen geschehen.